# Sydney Bromley
Sydney Bromley est un acteur britannique né le 24 juillet 1909 à Londres et mort le 14 août 1987 à Worthing.

## Filmographie

### Cinéma
- 1945 : Brève Rencontre : Johnnie
- 1946 : Loyal Heart : Burton June
- 1946 : Demobbed : l'annonceur
- 1947 : The Mark of Cain : Martin
- 1948 : The Dark Road (ou There Is No Escape) d'Alfred J. Goulding
- 1948 : A Date with a Dream : l'étranger du bureau de Max
- 1949 : Badger's Green : Alf
- 1954 : Devil's Point : Enson
- 1955 : The Love Match
- 1955 : Stolen Time
- 1957 : Sainte Jeanne : le servant du Badricourt
- 1959 : Crimes au musée des horreurs : le voisin
- 1960 : Les Criminels : le prisonnier effrayé
- 1962 : Le Fascinant Capitaine Clegg : Tom Ketch vieux
- 1962 : The Piper's Tune : le berger
- 1963 : Paranoïaque (Paranoiac) de Freddie Francis : le clochard
- 1964 : Father Came Too! : Lang
- 1966 : Carry on Cowboy : Sam Houston
- 1966 : The Christmas Tree : le motoriste
- 1966 : Operation Third Form : Paddy
- 1967 : Les Femmes préhistoriques : Ullo
- 1967 : La Nuit de la grande chaleur : le clochard vieux
- 1967 : Le Bal des vampires : le pilote du traîneau
- 1967 : Deux Anglaises en délire : le clochard
- 1967 : Half a Sixpence : le personnage du pub
- 1971 : Macbeth : le portier
- 1973 : Frankenstein et le Monstre de l'enfer : Muller
- 1973 : No sex please... Nous sommes Anglais ! : l'homme en os et chiffon
- 1974 : Professor Popper's Problem : Crickle
- 1975 : Robin Hood Junior : Alfric
- 1977 : Jabberwocky de Terry Gilliam
- 1977 : Crossed Swords : le paysan
- 1977 : La Course au trésor : M. Thresher
- 1981 : Le Dragon du lac de feu : Hodge
- 1981 : Le Loup-garou de Londres : Alf
- 1984 : L'Histoire sans fin : Engywook
- 1986 : Pirates : Diddler
- 1987 : Crystalstone : le vieil homme

### Télévision
- 1952-1954 : BBC Sunday-Night Theatre : plusieurs personnages (4 épisodes)
- 1954 : 1984 : le serveur
- 1955 : Quatermass II : le père (1 épisode)
- 1957 : The Gay Cavalier : Purdy (5 épisodes)
- 1958 : Big Guns : le graveur (1 épisode)
- 1958 : Sailor of Fortune : Paddy (1 épisode)
- 1959 : Television Playwright : Kadon (1 épisode)
- 1959 : Quatermass and the Pit : l'homme en lambeaux (1 épisode)
- 1959 : The Men from Room 13 : le clochard (1 épisode)
- 1961 : Harpers West One : le deuxième client (1 épisode)
- 1962-1964 : Z-Cars : Harry Lewis et Harry Dummitt (3 épisodes)
- 1962-1965 : Dixon of Dock Green : Wilkie et Wally Weir (2 épisodes)
- 1963 : The Plane Makers : George (1 épisode)
- 1963-1964 : Sergeant Cork : Starkie et le clochard (2 épisodes)
- 1963-1966 : No Hiding Place : Brady et Bright (2 épisodes)
- 1964 : The Valiant Varneys (1 épisode)
- 1964-1965 : Fire Crackers : Moustaches (13 épisodes)
- 1965-1967 : Theatre 625 : George et le clochard (3 épisodes)
- 1966 : The Wednesday Play : Craigie (1 épisode)
- 1966 : Till Death Us Do Part (1 épisode)
- 1966 : The Three Musketeers : l'avocat (1 épisode)
- 1967 : Emergency-Ward 10 : Faraday (1 épisode)
- 1967 : Sir Arthur Conan Doyle : le vieil homme (1 épisode)
- 1967 : Thirty-Minute Theatre (en) : le vieil homme (1 épisode)
- 1967 : Volpone : Corbaccio (3 épisodes)
- 1968 : Nicholas Nickleby : Tix (1 épisode)
- 1969 : Two in Clover : Tom Nelson (1 épisode)
- 1970 : Division 4 : Mitford (1 épisode)
- 1973 : Angoisses : Seth (1 épisode)
- 1973 : Doctor in Charge : M. Golightly (1 épisode)
- 1974 : The Pallisers : M. Clarkson (3 épisodes)
- 1974 : Comedy Playhouse : Bernard Watson (1 épisode)
- 1974 : Whodunnit? : Royce Turner (1 épisode)
- 1974 : The Kids from 47A : Jeremiah (1 épisode)
- 1975 : Village Hall : M. Crabtree (1 épisode)
- 1976 : Chapeau melon et bottes de cuir : Hara (1 épisode)
- 1977 : Supernatural : Otto (1 épisode)
- 1977 : Devenish : Edmund Summerfield (1 épisode)
- 1977 : The Two Ronnies : le fermier (3 épisodes)
- 1977 : Crown Court : Professeur Upshott (1 épisode)
- 1978 : Just William : M. Beezum (1 épisode)
- 1981 : Dangerous Davies: The Last Detective : Harkness
- 1986 : Anastasia : Herbert